# カリッサ属
カリッサ属（Carissa）はキョウチクトウ科の常緑低木からなる属。観賞用に、また果物として果実を食用にするため栽培される。
アジア、アフリカ、オーストラリアの熱帯・亜熱帯に20ないし30種が分布する。樹高は数メートルで枝にはとげがあり、生け垣にも使われる。花は白または桃色で、クチナシのような芳香のあるものもある。果実は液果で円く、1.5-6cmほど、赤または紫に熟しスモモに似ている。中には十数個の種子がある。果実は酸味が強いがよい香りがあり、ジャムなどにすることが多い。未熟の果実は皮に苦い乳液を含むが、熟せばなくなる。
果実は食用とされているが基本的には他のキョウチクトウ科の植物同様、猛毒であり食用とされている果実以外の部位を口にすると重度の中毒症状を起こす点には注意を要する。またこうしたことは農作物となって居る多くの植物にも当てはまり、本種と同じキョウチクトウ科の植物以外にも食用とされている部位以外を経口摂取したり、過熟などで適期を過ぎたものなどを口にすると中毒を起こすケースがあり、ナス科ウリ科の作物などは特に注意を要する。

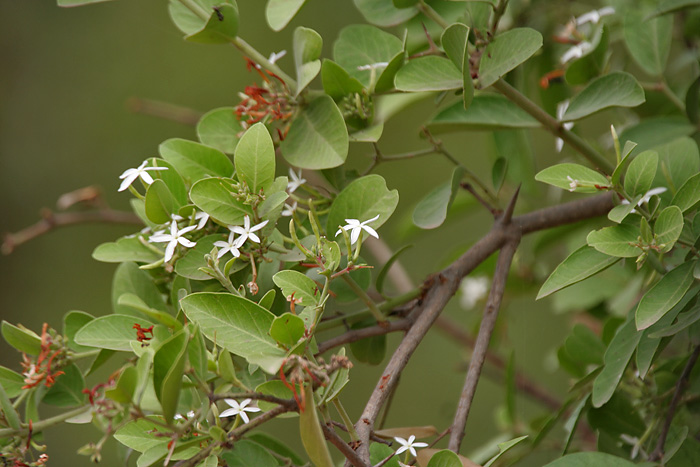
カリッサ (C. carandas)

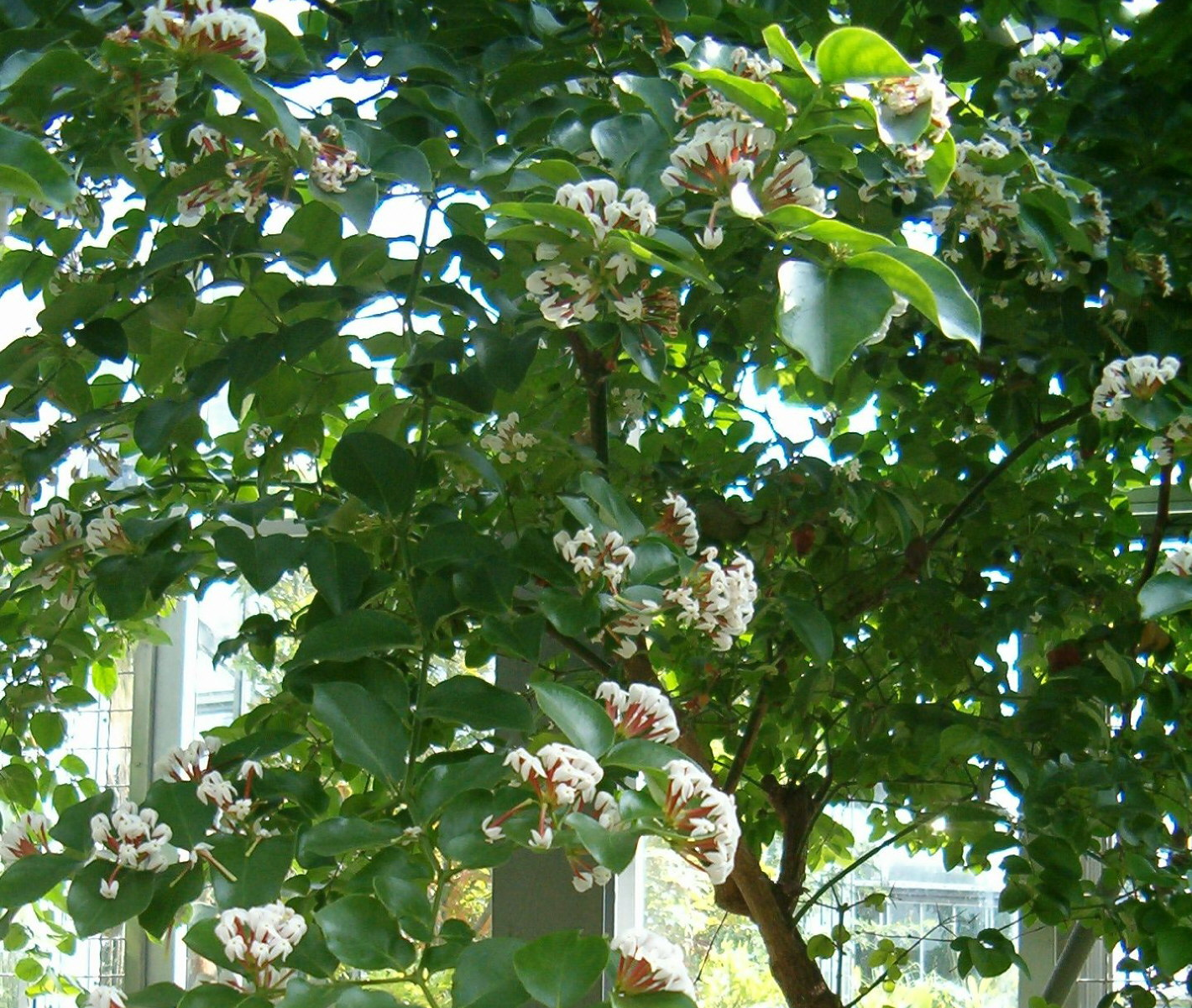
C. spinarum

アフリカ南部原産のオオバナカリッサ Carissa macrocarpa（シノニム: C. grandiflora）がよく栽培され、その他に次のような種がある。
- C. acuminata
- C. arduina
- C. bispinosa カリッサ・ビスピノサ[2]
- C. brownii
- C. carandas カリッサ[1]
- C. diffusa
- C. lanceolata
- C. oblongifolia
- C. opaca
- C. ovata
- C. schimperi
- C. spinarum（シノニム: C. edulis）
- C. ringerus